# HAHO

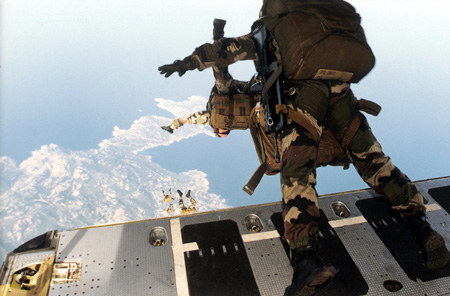

HAHO è un acronimo che nel Paracadutismo sta per High Altitude High Open (Alta Altitudine alta Apertura). 
È il classico lancio di guerra da incursione (interdizione d'area) usato dai corpi speciali per infiltrarsi in zone nemiche senza essere avvistati muniti di GPS personale e NVG (Night Vision Goggles - Occhiali per la visione notturna). Il salto è effettuato da circa 8.000 metri con bombola di ossigeno e tuta termica. L'apertura avviene subito dopo il lancio (dipende dall'operazione).
Vengono usati paracadute a "profilo alare" molto grossi per poter coprire una maggiore distanza orizzontale (circa 40 km) (i Navy SEALs usano dei 300 sq.ft.).
In Italia questo tipo di brevetto viene preso per lo più dagli operatori del 9º Reggimento d'assalto paracadutisti "Col Moschin" e dagli operatori del 17º Stormo incursori per via del fatto che è obbligatorio possederlo se si vuole far parte di questi reparti. Tuttavia tutti gli operatori delle Forze speciali italiane possono prenderlo, tant’è che attualmente ci sono operatori del 185º RRAO che lo possiedono.